# 31516 Leibowitz
31516 Leibowitz è un asteroide della fascia principale. Scoperto nel 1999, presenta un'orbita caratterizzata da un semiasse maggiore pari a 2,4254369 UA e da un'eccentricità di 0,1472380, inclinata di 5,50219° rispetto all'eclittica.